# Heinz Dressel

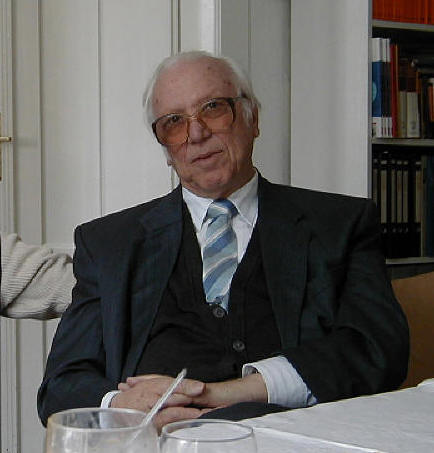
Pastor Heinz Dressel (2007)

Heinz Friedrich Dressel (Marktredwitz, Baviera, 28 de setembro de 1929 - Nuremberg, 4 de agosto de 2017) foi um teólogo, pastor luterano e escritor alemão, ativista dos Direitos Humanos.

## Biografia
Dressel estudou Teologia entre 1946 e 1952 no Seminário Luterano de Neundettelsau (Baviera) e especializou-se em estudos sobre América Latina dentro de uma perspectiva cristã e progressista. Foi ordenado em 1952 e atuou no Sínodo Riograndense, entre 1952-1967, atuou como pastor de comunidades em São Leopoldo e em Dois Irmãos. Foi também diretor do Centro Rural Dr. Albert Schweitzer em Boa Vista do Herval (Santa Maria do Herval) e do Seminário Pastoral de Araras (Petrópolis).
De volta a Alemanha, em 1968, trabalhou em Frankfurt, Bochum e Nuremberg, onde se aposentou. Entre 1972 e 1992, dirigiu a Obra Ecumênica de Estudos (Ökumenisches Studienwerk) em Bochum, quando a organização ajudou a conseguir asilo e refúgio, na Alemanha Ocidental, para centenas de estudantes e líderes políticos que estavam sendo perseguidos por regimes ditatoriais na América Latina.
Mesmo após aposentado, continuou a estudar e escrever sobre Direitos Humanos na América Latina, Caribe e África. Em Nuremberg, integrou o Centro de Direitos Humanos e foi redator da revista “Reflexos”.
Por este trabalho humanitário e solidário, recebeu condecorações dos governos da Argentina - a Orden de Mayo al Mérito no grau de Comendador - e do Chile - a Condecoración Bernardo O’ Higgins - em 2007, no Palácio San Martín, em Buenos Aires. Em 2008, recebeu a Ordem do Ipiranga do governo de São Paulo no grau de Grã-Cruz, através do governador José Serra, que foi auxiliado por Dressel no exílio; também recebeu a Comenda da Ordem de Rio Branco, no Itamaraty, em presença do presidente Luiz Inácio Lula da Silva e do vice-presidente José Alencar.

## Obras
- Ein Rückblick auf zwei Jahrzehnte Diktatur in Brasilien aus der Perspektive eines kirchlichen Beobachters (Uma revisão de duas décadas de ditadura no Brasil a partir da perspectiva de um observador da Igreja), Mabase Verlag, 250 p. Nuremberg 2008.
- "Fé e Cidadania", Editora Unijui. Ujui, Brasil, 2006.
- "Reflexoes em Reflejos". Nuremberg 2004. 80 p..
- Brasilien 500 X Entdecker und Entdeckte (Brasil 500 X Exploradores e Descobertos), FDL Verlag Augsburg 2002, 556 p. O livro é um trabalho de pesquisa sobre os 500 anos da colonização portuguesa no Brasil. Entre outros capítulos, inclui: Vândalos no Paraíso, das Barracas da Escravidão às Favelas, Identidade Afro-Brasileira, Abandono, O Problema da Terra, etc.
- Brasilien Ein schwieriges Erbe. 500 Jahre Ungerechtigkeit. Die Entdeckten, unfreiwillige Entdecker und Landlose im neu entdeckten Land (Brasil Um legado difícil. 500 anos de injustiça. Os descobertos, exploradores involuntários e sem-terra na terra recém-descoberta). Nuremberg, 2000. 192 p.
- Spanisch-Amerika. Bildungsförderung Zwischen Reformation und Revolution (América espanhola. Promoção da educação entre a reforma e a revolução), 328 p. Nuremberg 1999.
- 15 Jahre Landpfarrer in Rio Grande do Sul Brasilien (15 anos pastor rural no Rio Grande do Sul Brasil) FDL Verlag Augsburg 1998, 344 p.
- Human Rights in Africa. Nuremberg, diciembre de 1997.
- Kirche und Flüchtlinge. (A Igreja e os Refugiados). Das Flüchtlingsprogramm des ÖSW Bochum. Zur Geschichte des Ökumenischen * Studienwerks e.V. FDL Verlag Augsburg 1996. 470 p.
- Brasilien von Getulio bis Itamar. Vier Jahrzehnte erlebter Geschichte (Brasil de Getúlio a Itamar. Quatro décadas de história) ELA. Berlín 1995. 300 p.
- Verfolgt um der Gerechtigkeit willen. Der Konflikt zwischen Staat und Kirche in Lateinamerika (Perseguido por causa da justiça. O conflito entre igreja e estado na América Latina) Freimund Verlag. Neuendettelsau 1979. 140 p.